# Championnats d'Afrique de triathlon
Les championnats d'Afrique courte distance de triathlon se sont déroulés pour la première fois en 1993. 
Ils se courent sur la distance M (distance olympique) et sont organisés par la Fédération africaine de triathlon (ATU).
Initialement les championnats d'Afrique ont eu lieu tous les deux ans, jusqu'à l'arrivée des critères de qualification pour les premiers triathlons olympiques de Sydney en Australie. Le statut des championnats d'Afrique est alors valorisé comme support de qualification continentale, celle-ci est décerné au vainqueur de la dernière épreuve avant les Jeux olympiques. À partir de 1998, la compétition  passe dans un rythme annuel.

## Palmarès
| Année | Lieu                              | Champion d'Afrique  | Temps           | Championne d'Afrique | Temps           |
| ----- | --------------------------------- | ------------------- | --------------- | -------------------- | --------------- |
| 2024  | Hurghada, Égypte                  | Merwann Abassi      | 1 h 59 min 39 s | Vicky Van Der Merwe  | 2 h 15 min 2 s  |
| 2023  | Hurghada, Égypte                  | Jamie Riddle        | 1 h 59 min 30 s | Vicky Van Der Merwe  | 2 h 12 min 20 s |
| 2022  | Agadir, Maroc                     | Jawad Abdelmoula    | 1 h 49 min 25 s | Sarah-Jane Walker    | 2 h 7 min 17 s  |
| 2021  | Charm el-Cheikh, Égypte           | Henri Schoeman      | 1 h 48 min 57 s | Simone Ackermann     | 2 h 16 min 9 s  |
| 2019  | Shandrani, Île Maurice            | Wian Sullwald       | 1 h 52 min 9 s  | Gillian Sanders      | 2 h 7 min 40 s  |
| 2018  | Rabat, Maroc                      | Badr Siwane         | 1 h 58 min 10 s | Gillian Sanders      | 2 h 8 min 8 s   |
| 2017  | Yasmine Hammamet, Tunisie         | Badr Siwane         | 1 h 52 min 14 s | Gillian Sanders      | 2 h 1 min 2 s   |
| 2016  | Buffalo City, Afrique du Sud      | Henri Schoeman      | 2 h 0 min 48 s  | Mari Rabie           | 2 h 15 min 3 s  |
| 2015  | Charm el-Cheikh, Égypte           | Henri Schoeman      | 1 h 52 min 17 s | Gillian Sanders      | 2 h 6 min 34 s  |
| 2014  | Nyanga, Zimbabwe                  | Henri Schoeman      | 2 h 0 min 15 s  | Gillian Sanders      | 2 h 18 min 18 s |
| 2013  | Agadir, Maroc                     | Henri Schoeman      | 1 h 54 min 14 s | Gillian Sanders      | 2 h 10 min 1 s  |
| 2012  | Morne Brabant, Maurice            | Richard Murray      | 1 h 52 min 52 s | Gillian Sanders      | 2 h 13 min 7 s  |
| 2011  | Maputo, Mozambique                | Richard Murray      | 1 h 57 min 43 s | Kate Roberts         | 2 h 14 min 4 s  |
| 2010  | Durban, Afrique du Sud            | Erhard Wolfaardt    | 1 h 55 min 12 s | Kate Roberts         | 2 h 8 min 52 s  |
| 2009  | Durban, Afrique du Sud            | Erhard Wolfaardt    | 1 h 51 min 13 s | Andrea Steyn         | 2 h 6 min 27 s  |
| 2008  | Yasmine Hammamet, Tunisie         | Hendrik De Villiers | 1 h 50 min 53 s | Mari Rabie           | 2 h 4 min 0 s   |
| 2007  | La Coco Beach, Maurice            | Hendrik De Villiers | 1 h 46 min 53 s | Kate Roberts         | 2 h 4 min 50 s  |
| 2006  | Nyanga, Zimbabwe                  | Erhard Wolfaardt    | 2 h 8 min 36 s  | Kate Roberts         | 2 h 28 min 38 s |
| 2005  | KwaZulu-Natal, Afrique du Sud     | Hendrik De Villiers | 1 h 52 min 50 s | Mari Rabie           | 2 h 10 min 44 s |
| 2004  | Laanbang, Afrique du Sud          | Conrad Stoltz       | 2 h 5 min 45 s  | Megan Hall           | 2 h 22 min 14 s |
| 2003  | Swakopmund, Namibie               | Conrad Stoltz       | 1 h 47 min 14 s | Megan Hall           | 2 h 6 min 37 s  |
| 2002  | Port-Louis, Maurice               | Brad Storm          | 1 h 58 min 48 s | Trudi Barnes         | 2 h 11 min 25 s |
| 2001  | Port Elizabeth, Afrique du Sud    | Conrad Stoltz       | 1 h 56 min 16 s | Dominique Donner     | 2 h 13 min 48 s |
| 2000  | Le Cap, Afrique du Sud            | Conrad Stoltz       | 2 h 1 min 8 s   | Lizel Moore          | 2 h 21 min 25 s |
| 1999  | Nyanga, Zimbabwe                  | Simon Finch         | 2 h 4 min 13 s  | Lizel Moore          | 2 h 18 min 48 s |
| 1998  | Swakopmund, Namibie               | Conrad Stoltz       | 1 h 50 min 54 s | Kim Carter           | 2 h 7 min 52 s  |
| 1997  | Maurice                           | Glen Gore           | 1 h 57 min 49 s | Kim Carter           | 2 h 6 min 44 s  |
| 1995  | Nyanga, Zimbabwe                  | Conrad Stoltz       | 2 h 6 min 42 s  | Kim Carter           | 2 h 23 min 28 s |
| 1993  | La baie de Gordon, Afrique du Sud | Conrad Stoltz       | 1 h 48 min 19 s | Hannele Steyn        | 2 h 3 min 34 s  |

## Classement par nation
La domination de l'Afrique du Sud sur le championnat d'Afrique de triathlon est sans partage, après vingt-huit épreuves, les Sud-Africaines ont accaparé toutes les places sur les podiums excepté en 2021 et 2024 et les Sud-Africains tous les titres excepté en 2017, 2018, 2022 et 2024. 
| Rang | Nation         | 1er | 2e | 3e | Total |
| ---- | -------------- | --- | -- | -- | ----- |
| 1    | Afrique du Sud | 54  | 51 | 47 | 152   |
| 2    | Maroc          | 4   | 2  | 4  | 10    |
| 3    | Zimbabwe       |     | 3  | 4  | 7     |
| 4    | Maurice        |     | 2  | 1  | 3     |
| 5    | Égypte         |     |    | 1  | 1     |
| 5    | Tunisie        |     |    | 1  | 1     |